# Rolland Courbis
Rolland Courbis (Marseille, 1953. augusztus 12. –) francia labdarúgóhátvéd, edző.